# 薄绍晔
薄绍晔（1954年—），汉族，中华人民共和国政治人物、第十一届全国政协委员。
担任中国残疾人联合会维权部主任。2008年，当选第十一届全国政协委员，代表社会福利和社会保障界，分入第四十八组。并担任社会和法制委员会专委。